# Goldbug
Der Ausdruck Goldbug (englisch gold bug für „Goldkäfer“) beschreibt Investoren, die Gold kaufen und auf einen langfristigen Bullenmarkt spekulieren. Gelegentlich wird das Wort pejorativ gebraucht.

## Geschichte
Die Bezeichnung wurde während der Präsidentschaftswahlen 1896 popularisiert, als Unterstützer William McKinleys Gold in diversen Formen kauften und damit Unterstützung von Gold demonstrierten.
Möglicherweise wurde das Wort ursprünglich in Edgar Allan Poes Geschichte von 1843 mit dem Titel „The Gold Bug“ über eine verschlüsselte Schatzkarte erwähnt.